# Трегубов, Виктор Васильевич
Виктор Васильевич Трегубов (24 марта 1958, Сальск, Ростовская область) — советский и украинский футболист, выступавший на всех позициях в поле.

## Биография
Воспитанник ростовского спортинтерната. Выступал за юношескую сборную СССР. В 1975 году дебютировал на взрослом уровне в составе «Ростсельмаша», провёл в команде три сезона во второй лиге. Затем выступал во второй лиге за «Спартак» (Орёл).
В 1980 году перешёл в смоленскую «Искру», в её составе дебютировал в первой лиге. Затем выступал за «Металлург» (Запорожье) и «Колос» (Никополь). В общей сложности в первой советский лиге сыграл более 250 матчей.
С 1988 года играл за запорожское «Торпедо», в его составе стал победителем зонального турнира второй низшей лиги в 1990 году.
В последнем сезоне чемпионата СССР перешёл в «Кривбасс». В составе этого клуба в весеннем сезоне 1992 года стал победителем первой лиги Украины. Был капитаном команды. 16 августа 1992 года сыграл дебютный матч в высшей лиге Украины против тернопольской «Нивы», а всего принял участие в трёх матчах высшей лиги.
В начале 1993 года перешёл в речицкий «Ведрич», где за два неполных сезона сыграл 27 матчей и забил один гол в высшей лиге Белоруссии. Автором гола стал 9 июня 1993 года в матче против минского «Торпедо» (4:2) с пенальти. Финалист Кубка Белоруссии 1992/93.
После возвращения на Украину выступал во второй и третьей лигах за «Виктор» (Запорожье) и «Торпедо» (Мелитополь). Профессиональную карьеру завершил в 38 лет, затем ещё несколько лет играл на любительском уровне.
Чемпион Украины среди ветеранов.
Много лет работал в системе запорожского «Металлурга» — детским тренером, главным тренером дубля и юношеской команды, входил в тренерский штаб основной команды. Среди его воспитанников — игроки сборной Украины Максим Коваль, Сергей Сидорчук, Сергей Кривцов, игравшие в клубах высшей лиги Артур Каськов, Евгений Задоя, Алексей Моисеенко.